# Газові конфлікти між Росією й Україною

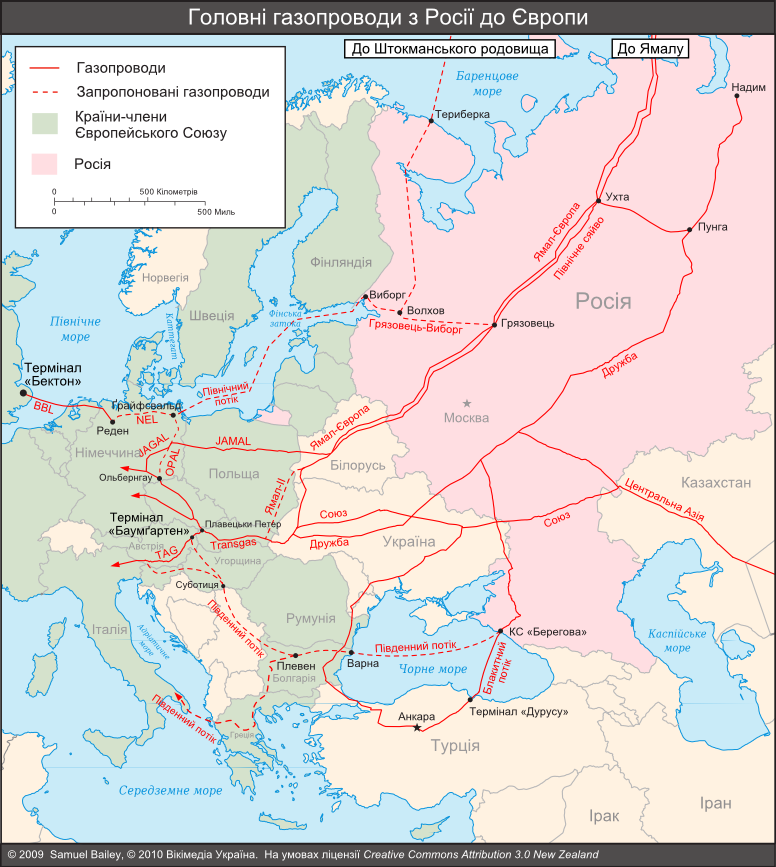
Головні газопроводи з Росії в Європу

Україно-російські газові конфлікти — серія економічних конфліктів між компаніями НАК «Нафтогаз України» та «Газпром» щодо умов постачання природного газу з Росії до України, а також його транзиту до країн Європи.

## Передісторія
Після розпаду СРСР Україна, через територію якої проходив великий газопровід в Європу, опинилася в неоднозначному становищі: з одного боку незалежна держава, з іншого — «братська країна» на пострадянському просторі. Звідси у України збереглися історичні пільги на купівлю та транзит природного газу.
Однак реалії ринкової економіки брали своє. Перший російсько-український газовий конфлікт вибухнув 20 лютого 1993 року, коли глава Газпрому Рем Вяхірєв пообіцяв припинити постачання газу в Україну в зв'язку з заборгованістю по оплаті. Конфлікт був швидко залагоджено і відключення не відбулося. На той момент борг України за газ становив понад 138 млрд рублів. у відповідь на погрози з боку російської влади українська влада відповідає, що перекриють транзитні газопроводи, по яких Росія веде поставки газу до Західної Європи.
Вже тоді Росія активно використовувала «газову карту», шляхом шантажу підштовхуючи Україну до дипломатичної відмови від євроінтеграційних прагнень на користь Росії. (див. Масандрівські угоди).
У березні 1995 року «Газпром» призупиняє поставки газу в Україну. На той момент борг України за газ перевищує 1 трлн рублів. «Газпром» зажадав вирішення проблеми боргу за рахунок передачі Росії частини майнових прав в українські газопроводи і підприємства. 10 березня, в ході україно-російських переговорів, було прийнято рішення про продовження постачань газу в Україну. Причому українська сторона прийняла на себе зобов'язання протягом місяця надати графік погашення боргів за газ. Хоча графік так і не був наданий, з політичних причин Україну не відключили від газу.
У 1998 році в російсько-українські газові відносини включилася посередницька компанія Ітера, яку в Україні пов'язують з ім'ям Юлії Тимошенко, яка, на думку директора українського Інституту енергетичних досліджень Костянтина Бородіна, лобіює інтереси компанії.
У 2004 році в Україні відбулася Помаранчева революція, яка позначила проєвропейський вектор української зовнішньої політики. У Росії ці зміни були зустрінуті вельми стримано. Стало ясно, що часи «пільг» (ціна в 50 $/тис. м³) для колишньої «братської» республіки закінчилися.
Загострення відносин відзначалося вже до виборів президента України 2004. Директор Національного інституту стратегічних досліджень України Анатолій Гальчинський ще в травні 2004 року прогнозував: «За моїми оцінками, тиск Росії з енергетичних лініях буде до тих пір, поки Україна не почне поступатися своїми політичними позиціями… І такий тиск посилюватиметься в майбутньому».

## 2005—2006
- Іван Плачков (Міністр палива та енергетики України)
- Олексій Івченко (Голова правління НАК «Нафтогаз України»)
- Володимир Путін (президент РФ)
- Олексій Кудрін (голова Мінфіну РФ)
- Віктор Христенко (голова Мінпроменерго РФ)
- Олександр Медведєв(інші мови) (заступник голови правління ВАТ «Газпром»)
- Олександр Рязанов(інші мови) (заступник голови правління ВАТ «Газпром»)

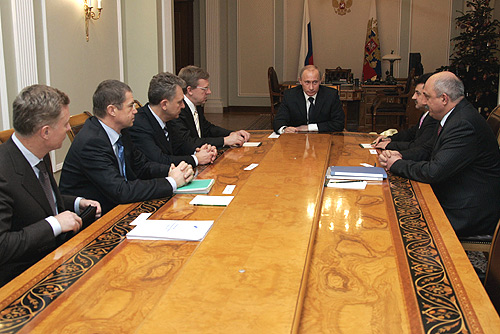
Переговори представників газових компаній та політиків України та Росії 29 грудня 2005 року.
----
В той час як українська делегація в Підмосков'ї обговорювала транзит російського газу до Європи, російська делегація на чолі з головою правління ВАТ «Газпром» Олексієм Міллеровим зустрілася з президентом Туркменістану Сапармуратом Ніязовим та уклала контракт між ТОВ «Газекспорт» та ДК «Туркменнафтогаз» на закупівлю туркменського газу, який раніше планувалося постачати до України. 1 січня 2006 року «Газпром» припинив постачання газу до України та звинуватив у крадіжці експортного газу до Європи. «Нафтогаз» пояснив, що компанія взяла лише газ туркменського походження, на який вона вважала своє право, а не російський. А 3 січня «Газпром» зізнався, що перекупив в Туркменістану закуплений Україною раніше газ

Відносини між РФ і Україною загострилися після того як у березні 2005 російська газова монополія «Газпром» зажадала від України («Нафтогаз») платити за газ з 2006 за цінами, близькими до європейських (біля $250 за 1000м³). При цьому сама Російська Федерація купувала газ у Туркменістані за ціною $44 за 1000 м³. Газпром намагався збільшити прибуток від продажу газу на суму від 3 до 5 мільярдів доларів США щорічно. При цьому, шляхом підняття цін на газ в Україні, російський уряд бажав захопити частину російського ринку металургії, на якому українські компанії успішно конкурували з російськими. Попри те, що економічні причини існували і раніше, російський уряд не поспішав здійснювати різких дій, припасаючи їх як засіб політичного тиску, і почав підняття цін тільки після зміни зовнішньо-політичного курсу України у напрямку Заходу.
Українське керівництво до останнього моменту не було готове платити більше і Газпром, посилаючись на 4 параграф договору про постачання газу, за яким ціни на газ визначаються щорічно, у ніч на 1 січня 2006 зупинив постачання. З боку Газпрому пролунали звинувачення, що Україна «приступила до несанкціонованого відбору газу», призначеного європейським споживачам. Представники українського Нафтогазу звинувачення відкинули.
4 січня обом сторонам вдалося підписати договір, за яким закінчувалася практика бартерної торгівлі (транзит за газ в обмін на постачання газу) і в результаті якого ці дві речі стали розглядатися окремо. Щодо ціни, то вона стала тимчасово складати $95 за 1000 м³, що стало можливим завдяки змішуванню російського газу за ціною у $230 і туркменського за ціною у $44.
З 2006 року (за часи уряду Януковича) компанія РосУкрЕнерго стала головним посередником на газовому ринку України.

## 2008—2009

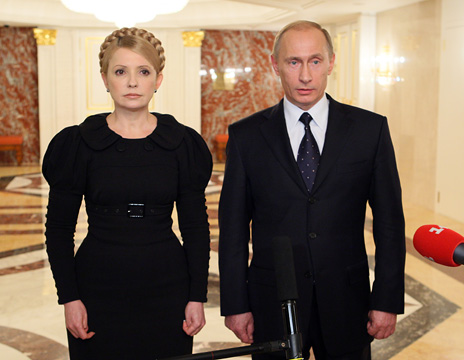
Спільна пресконференція голів урядів Юлії Тимошенко та Володимира Путіна в ніч на 18 січня 2009 року за результатами переговорів у форматі «віч-на-віч», у ході яких домовилися про базову ціну на газ для України в 450 дол. США за 1000 м³ та транзит її територією до Європи, які були зафіксовані в угодах, підписаних представниками газових компаній наступного дня. Пізніше ТСК Верховної Ради України з розслідування обставин підписання газових угод встановила, що Тимошенко самовільно підписала угоду з Росією на постачання газу за неринковою ціною виходячи з особистої зацікавленості. 11 жовтня 2011 року засуджено до 7 років позбавлення волі, однак 22 лютого 2014 року звільнено під час подій Євромайдану

В 2017 було опубліковане інтерв'ю, в якому Дмитро Фірташ заявив, що Віктор Ющенко йшов на загострення газового конфлікту цілком свідомо, оскільки намагався таким чином відстояти вигідні для України тарифи. В цих умовах підписані Тимошенко газові угоди з Росією виявились не тільки невигідним для України економічно, але й зафіксували газову капітуляцію України та врятували Газпром від позовів європейських споживачів за припинення газопостачання. В цих умовах Віктор Ющенко виявив політичну слабкість, не здійснивши арешт Тимошенко одразу після її повернення до України.

## 2013—2014
Після перемоги Євромайдану, в процесі гібридної війни проти суверенітету і територіальної цілісності України російська влада розпочала третю газову війну проти України, що становить собою новий виток газових конфліктів великої геополітичної ваги, у якому задіяна Україна, ЄС, США/Канада (попередні заяви на енергопостачання в Європу), Росія (найбільший бенефіціар), Китай (можливий розворот енергетичних потоків з Європейських напрямів і контрактів на азійський ринок).
Включає (на перших етапах російсько-української війни) захоплення і контроль транспортно-енергетичних гілок Криму, нафтогазових потужностей Чорноморнафтогазу, контроль і приєднання українського шельфу з його ресурсами і подальшим зірванням перспективних контрактів; у других — інфільтрації диверсійно-підривного елемента на схід України з контролем Юзівських площ перспективних сланцевих покладів, великого транспортно-промислового вузла (у тому числі по газу, залізницях).

## 2014—2018
У червні 2014-го року компанія «Нафтогаз» подала перший позов до Стокгольмського арбітражу, у жовтні додатковий позов про транзит газу за контрактом 2009-го року. У свою чергу «Газпром» подав зустрічні позови до Нафтогазу за тим же контрактом. Станом на 29 травня 2017-го року сумарні вимоги щодо грошової компенсації «Нафтогазу» і «Газпрому» за контрактом купівлі-продажу і транзитним контрактом становили 30,3 млрд доларів, водночас вимоги «Газпрому» до української компанії — 47,1 млрд доларів. Усні слухання сторін завершилися в жовтні 2016 року. Суд частково задовольнив вимоги «Нафтогазу» і виніс своє проміжне рішення у травні 2017-го року. Після цього «Газпром» намагався оскаржити це рішення в Апеляційному суді округи Свеа (Швеція). Наприкінці грудня було ухвалено остаточне рішення суду, яке Газпром 15 січня 2018 року відмовився оскаржувати.
28 лютого 2018 року Стокгольмський арбітраж задовольнив вимоги Нафтогазу щодо компенсації за недопоставлені Газпромом обсяги газу для транзиту в сумі 4,63 млрд доларів. За результатами двох арбітражних проваджень у Стокгольмі Газпром має сплатити 2,56 млрд доларів на користь Нафтогазу. Арбітражний суд відхилив вимоги Газпрому щодо штрафів за начебто незаконно відібрані Нафтогазом обсяги транзитного газу. На суму компенсації накладається пеня в розмірі 7 % річних в день, за кожен день несплати.
Після цього російський Газпром 1 березня повернув передоплату за березневі поставки обов'язкових обсягів, визначених арбітражем у 5 млн м3 та одночасно знизив тиск на вході до Української ГТС на 20 %, що ускладнює транзит газу до Європи. 2 березня Міністерство енергетики та вугільної промисловості України розпорядилося перевести генерувальні компанії з газу на мазут, а Нафтогаз України звернувся з проханням знизити на 1 градус температури котлів, щоб компенсувати це падіння, оскільки існує технічне обмеження добового підняття газу зі сховищ, а також це наклалося на незвичні сильні морози. Також російський Газпром після поразки у Стокгольмському арбітражі оголосив про початок процедури розірвання контрактів з НАК «Нафтогаз». Укртрансгаз поставив до відома даної ситуації Європейську комісію.
13 березня 2018 року Київський апеляційний господарський суд відмовив у задоволенні скарги на штраф у 171 мільярда гривень, накладений Антимонопольним комітетом України на російське ПАТ «Газпром».
20 березня стало відомо, що відповідно до рішення українського суду, за яким корпорація «Газпром» визнана винною у зловживаннях на українському енергоринку, і на неї накладений штраф у розмірі 6 мільярдів доларів вже стягнуто 100 млн грн. Також усі активи корпорації на території України описані й арештовані.

## Перелік газових угод
- Контракт від 21 червня 2004 року між НАК «Нафтогаз України» та ВАТ «Газпром» про об'єми та умови транзиту російського природного газу через територію України на період з 2003 по 2013 роки
  - Доповнення № 4 від 9 серпня 2004 року до Контракту від 21 червня 2004 року між НАК «Нафтогаз України» та ВАТ «Газпром» про об'єми та умови транзиту російського природного газу через територію України на період з 2003 по 2013 роки та Угода про врегулювання відносин в газовій сфері від 4 січня 2006 року.
- Газові угоди Тимошенко: Контракт № КТГУ від 19 січня 2009 року між НАК «Нафтогаз України» та ВАТ «Газпром» про об'єми та умови транзиту природного газу через територію України на період з 2009 по 2019 роки з додатком № 1 та Контракт № КП від 19 січня 2009 року між ВАТ «Газпром» та НАК «Нафтогаз України» купівлі-продажу природного газу у 2009–2019 роках[32].
  - Харківські угоди: Угода між Україною та Російською Федерацією з питань перебування Чорноморського флоту Російської Федерації на території України від 21 квітня 2010 та Доповнення № б/н від 21 квітня 2010 до Контракту № КП від 19 січня 2009 року між ВАТ «Газпром» та НАК «Нафтогаз України» купівлі-продажу природного газу у 2009–2019 роках.
  - Зобов'язуючий Протокол щодо умов постачання газу з Російської Федерації в Україну на період з листопада 2014 року по 31 березня 2015 року від 30 жовтня 2014 року та Доповнення № 33 до Контракту № КП від 19 січня 2009 року між ВАТ «Газпром» та НАК «Нафтогаз України» купівлі-продажу природного газу у 2009–2019 роках[33][34][35].
- Контракти від 31 грудня 2019 року[36][37].

## Суспільна реакція
Політичний тиск Росії на Україну під час газового конфлікту 2005—2006 років спричинив появу громадської кампанії з бойкоту російських товарів в Україні. Активні дії в рамках кампанії тривали також на початку 2009 року — під час газової війни 2008—2009 років.